# Cung điện Vimanmek

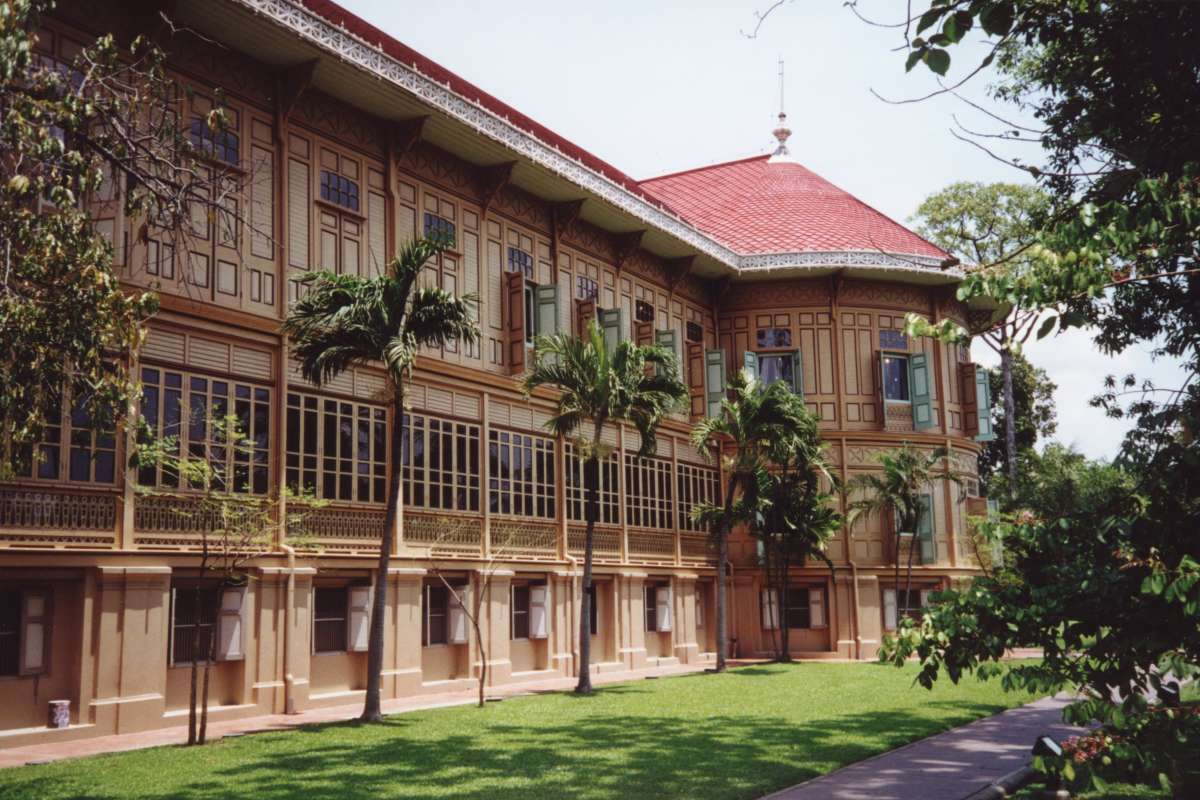
Cung điện Vimamek nhìn từ mặt ngoài

Cung điện Vimanmek nguyên là một cung điện hoàng gia của Thái Lan. Nó nằm trong khu Hoàng cung Dusit. Đây là cung điện được tin rằng làm bằng gỗ tếch màu vàng lớn nhất thế giới. Quốc vương Chulalongkorn (Rama V) xây dựng cung điện này vào năm 1901, xem như ngôi nhà ở miền quê mát mẻ dùng vào những việc nghỉ ngơi, thuộc vùng ngoại ô của Bangkok. Đức vua đã ở nơi này 5 năm, tức là cho đến năm 1906. Từ năm 1932 cung này bị biến thành nhà kho. Từ năm 1982, cung Vimannek được trùng tu và trở thành một viện bảo tàng về vua Chulalongkorn.
Cung Vimanmek nằm ở quận Dusit, phía sau Trụ sở Quốc hội Thái Lan, gần Sở thú Dusit.

## Miêu tả
Vimanmek đem lại cho du khách nét nhìn thoáng qua để biết gia đình hoàng tộc đã sinh sống như thế nào. Phòng ngủ của hoàng đế là phần duy nhất, giường ngủ theo kiểu châu Âu, có pano va phòng tắm và nhà vệ sinh dội nước tự động (các sự kiện này xem như hiện diện đầu tiên tại Thái Lan).
Trong khi lối kiến trúc cung điện Vimanmek thấm đậm kiểu Thái, có pha trộn kiểu Tây phương, bằng chứng là những bức chân dung của nữ hoàng Victoria và Trung Quốc được in lồng vào nhau qua nhiều kiểu khác nhau. 

## Quy định tham quan
Có nhiều cuộc hướng dẫn du khách tham quan vào tư dinh mỗi suất nửa tiếng đồng hồ. Du khách ăn mặc đồ ngắn phải mặc lại xà rong được cung cấp ngay cửa ra vào. Giày dép và túi xách được xếp trong ngăn tủ.

## Khu vực lân cận
Bên tay phải cung điện Vimanmek là Phra Thii Nan Abhisek Dusit, còn gọi là đại sảnh đặt ngai vàng Abhisek Dusit, mở cửa hàng ngày cho du khách vào xem, có đóng lệ phí. Đã một lần nơi đây tổ chức cuộc họp mặt các viên chức chính phủ cấp cao và đại yến của Hoàng tộc diễn ra nơi đại sảnh khiến nơi đây trở thành một phần lịch sử hiện đại của Thái Lan, như chế độ quân chủ chuyên chế chấm dứt vào năm 1932. Các bào huynh cùng cha khác mẹ trong hoàng tộc được giữ lại nơi đây, trước khi từ bỏ quyền lợi và đại sảnh biến thành một phần dành cho quốc hội mới cho đến khi hóa kiếp cung cấp cho gia đình hoàng tộc vào thập niên 1970. Đại sảnh để ngai vàng hiện là những ngôi nhà trưng bày sản phẩm thủ công vàng bạc, đã quý, điêu khắc gỗ, hàng tơ lụa, hàng mây đan.
Du khách mua vé vào tham quan được vào đến cửa Suan Si Ruedu (mở cửa hàng ngày). Cung điện thật hiện đại nhưng kiến thiết theo kiểu tư dinh Vimanmek của hoàng hậu Chulalongkorn. Nơi đây cất giữ những quà tặng kính dâng Hoàng đế Bhumibol vào dịp lễ kỷ niệm 50 năm lên ngai vàng vào năm 1996.